# 김정근 (국악인)
김정근(金定根)은 조선시대의 명창이다. 충청남도 논산군 강경면에서 태어났다. 진양조를 창시한 김성옥의 대를 잇는 아들이며 근세 5명창의 한 사람인 김창룡의 선친이다. 판소리에서 중고제를 정립하였으며, 주특기는 《무숙이타령》이다.